# Tinto Brass
Tinto Brass, all'anagrafe Giovanni Brass (Milano, 26 marzo 1933), è un regista, sceneggiatore, montatore e scrittore italiano, considerato il maestro del cinema erotico italiano.

## Biografia

### La giovinezza
Nacque in una famiglia dove l'arte ed il diritto erano ampiamente diffuse; il nonno di Tinto era stato infatti il pittore Italico Brass che, sposatosi con una benestante donna russa (Lina Rebecca) nel 1895, si era trasferito da Gorizia a Venezia, acquistando l'Abbazia della Misericordia, dove esponeva opere sia proprie che di altri artisti, via via accumulate fra acquisti e scambi d'arte. Il padre di Tinto Brass era Alessandro Brass, allievo di Francesco Carnelutti, era uno degli avvocati penalisti più affermati di Venezia. La madre era invece Carla Curletti. Tinto, nato a Milano, crebbe a Venezia, iscrivendosi, nel 1951, alla facoltà di giurisprudenza dell'Università degli Studi di Padova; quattro anni più tardi ottenne il nulla osta per quella di Ferrara, dove si laureò, nel 1957, con una tesi sui "Rapporti di lavoro con imprese della produzione cinematografica", avendo come relatore Carlo Lega.
Appassionato di cinema più che di diritto, sul finire degli anni cinquanta trascorre un biennio come archivista e si esercita nell'arte del montaggio presso la Cinémathèque di Parigi, in Francia, dove ha modo d'avvicinarsi agli ambienti della nascente Nouvelle Vague. Per i suoi lavori non riceve alcun compenso a parte vitto e alloggio ma è disposto a sottoporsi a dei sacrifici in quanto la sua passione per il cinema d'autore (che condivide col direttore Henry Langlois) lo sprona a conservare, restaurare, il maggior numero possibile di pellicole per educare il pubblico al cinema autoriale. Ritorna quindi in Italia e diventa aiuto-regista di Alberto Cavalcanti e Roberto Rossellini.

### Gli esordi cinematografici
Lavora con Rossellini come montatore del documentario L'India vista da Rossellini e aiuto regista nel film Il Generale della Rovere. Come aiuto regista di Joris Ivens collabora al documentario per la televisione L'Italia non è un paese povero, esordisce nella regia con il lungometraggio In capo al mondo (1963), apologo sul disagio giovanile, di cui cura anche la sceneggiatura e il montaggio. Utilizzando una sorta di "anarchismo umoristico", il film narra i disagi di un giovane che stenta a integrarsi nella società: questa insofferenza verso il potere e le sue istituzioni non viene apprezzata dai censori dell'epoca che gli impongono di rigirare la pellicola da capo. Per tutta risposta Brass cambiò solo il titolo (Chi lavora è perduto), rendendo ancora più esplicito il messaggio politico-sociale.

### Altri film

Tinto Brass e Tina Aumont sul set de L'urlo (1968)

Dopo essere stato coinvolto, con alterni risultati, in varie produzioni (nel 1964, la fiaba "fantascientifica" Il disco volante e il film collettivo La mia signora, del quale firma due episodi accanto a Luigi Comencini e a Mauro Bolognini, suo estimatore, e nel 1966 lo spaghetti-western Yankee), il regista torna a moduli espressivi più intimi con i successivi Col cuore in gola (1967), L'urlo (1968), e  Nerosubianco (1969) nella cui locandina, scrivendo in stampatello le lettere dalla seconda alla quinta, crea un emblematico gioco di parole: nEROSubianco; seguono Dropout (1970) e La vacanza (1971), ultimo film brassiano non incentrato sull'erotismo. Brass racconta che Nerosubianco piacque molto negli USA, tanto che la Warner Bros. decise di affidargli la regia dell'adattamento cinematografico di Arancia meccanica; tuttavia Brass voleva prima finire L'urlo e perse così l'incarico.

#### Verso l'erotismo
Il sesso e il suo particolare rapporto col potere e col denaro diventa tema centrale di Salon Kitty (1975), film impregnato di atmosfere che ricordano quelle di Luchino Visconti e Liliana Cavani, e della ricostruzione storica Caligola (1979), che ebbe una produzione molto travagliata a causa dei contrasti tra il regista e la produzione che portarono all'estromissione di Brass dal montaggio. La propensione per il grottesco contraddistingue Action (1980), beffarda e autobiografica riflessione sul rapporto che lega arte e pornografia.

### La chiavee il cinema erotico

Serena Grandi e Tinto Brass sul set di Miranda (1985)

Deciso ad abbandonare il cinema "serio", o "serioso" come dice lui, per dedicarsi al cinema erotico, nel 1983 Brass girò La chiave, con Stefania Sandrelli, tratto dal romanzo omonimo dello scrittore giapponese Jun'ichirō Tanizaki, spostandosi poi gradatamente verso una trattazione sempre più disinvolta dei tabù dell'erotismo. Questa pellicola, che ebbe un buon successo di pubblico e di critica, fece entrare Tinto Brass nell'olimpo di questo genere cinematografico, rendendo però molto controversa la sua figura specialmente tra alcune femministe, che gli rimproveravano una certa considerazione della donna come oggetto, e le classi sociali più tradizionaliste. Puntualmente accompagnati da un alone di scandalo escono Miranda (1985), con Serena Grandi, rivisitazione de La locandiera di Goldoni, e Capriccio (1987), con Francesca Dellera.
Nel 1988 Brass dirige Snack Bar Budapest (tratto dall'omonimo romanzo di Marco Lodoli e Silvia Bre), prendendosi così una pausa dal genere erotico. Il film, un noir visionario, ottiene buone critiche, ma scarso riscontro commerciale.
Il ritorno all'erotismo più esplicito avviene con Paprika (1991), che lancia Debora Caprioglio, e Così fan tutte (1992), con l'esordiente Claudia Koll. Le piccanti discussioni e le roventi polemiche suscitate dai suoi lungometraggi contribuiscono a rendere famose le sue attrici protagoniste.

### Anni seguenti

Tinto Brass e Claudia Koll sul set di Così fan tutte (1992)

In seguito la ripetitività di schemi e situazioni affievolisce l'interesse del pubblico nei confronti delle sue opere successive a cominciare da L'uomo che guarda (1994), liberamente tratto da un romanzo di Alberto Moravia.
Frattanto nel 1993, Brass aveva iniziato le riprese di Tenera è la carne, tratto dal libro Il macellaio di Alina Reyes. Dopo pochi giorni di riprese il film subisce un arresto per la morte del produttore. I diritti vengono acquistati dalla casa di produzione Rodeo Drive e nel 1994 Brass scrive insieme alla scrittrice Alda Teodorani la sceneggiatura del film Lola & il macellaio, storia di una ragazza che non vuole perdere la verginità. Per la parte della protagonista viene contattata Alba Parietti, ma a causa dei contrasti nati tra l'attrice e Brass la regia de Il macellaio viene affidata ad Aurelio Grimaldi con un'altra sceneggiatura. Brass ha poi riutilizzato molte scene nella sceneggiatura del successivo Monella.
In seguito Brass gira la commedia erotica autobiografica Fermo posta Tinto Brass (1995), in cui è anche attore come in molti dei suoi film, Monella (1998), dove si riprendono parti dello script di Il macellaio e la fornaia, Tra(sgre)dire (2000) e Senso '45 (2002), con Anna Galiena, rilettura in chiave erotica, ambientata a Venezia nel 1945, del racconto di Camillo Boito Senso, da cui Luchino Visconti aveva tratto nel 1954 l'omonimo film. A 70 anni gira Fallo! (2003), film a episodi d'ispirazione boccaccesca. Il successivo Monamour del 2005 esce direttamente in DVD l'anno successivo.
Nel 2006 partecipa nei panni di se stesso al documentario Adolfo Celi, un uomo per due culture, per la regia di Leonardo Celi.
Nel 2009 Tinto Brass presenta a Roma la sua rivisitazione teatrale del Don Giovanni, ambientata nella Venezia nel 1930; inoltre, in occasione di una retrospettiva a lui dedicata, porta alla Mostra del Cinema di Venezia Hotel Courbet, un cortometraggio di 18 minuti, in omaggio al pittore Gustave Courbet, che doveva far parte di una serie televisiva destinata a Sky, Il favoloso mondo di Tinto Brass: la protagonista è l'attrice Caterina Varzi, che doveva già esserlo del più volte annunciato Ziva, l'isola che non c'è. C'era già stato un esperimento simile dieci anni prima, quando Tinto Brass supervisionò la serie Corti circuiti erotici.
Il 18 aprile 2010 Tinto Brass viene ricoverato nel reparto di neurochirurgia dell'ospedale di Vicenza, a causa di un'emorragia cerebrale. Il regista si ristabilisce nei mesi successivi.
Nel 2013 viene proiettato alla 70ª Mostra del Cinema di Venezia il documentario Istintobrass, realizzato dal suo collaboratore storico Massimiliano Zanin. In questa occasione il regista annuncia nuovamente la realizzazione di Ziva, l'isola che non c'è, con protagonista Caterina Varzi.

## Altre attività
Tinto Brass ha anche collaborato con la rivista Penthouse, ed è stato solo attore nei film La donna è una cosa meravigliosa di Mauro Bolognini (1964), Lucignolo di Massimo Ceccherini (1999), La rabbia di Louis Nero e Il nostro messia di Claudio Serughetti (2008), Impotenti esistenziali di Giuseppe Cirillo (2009). Nel 1964 ha diretto il suo unico documentario politico: Ça ira - Il fiume della rivolta. Nel 1971 sottoscrisse la lettera aperta a L'Espresso contro il commissario Luigi Calabresi.
Nel gennaio 2000 ha scritto la prefazione per il libro di Malisa Longo Così come sono,  (Edizioni Pizzonero).
Ha presentato nel settembre 2006, a Napoli, un libretto di circa 30 pagine: Elogio del culo che, a detta sua come riportato in un'intervista a La Stampa del 26 novembre 2007, «...si vende come il pane. Sulle aste di internet è arrivato a 15 euro dai 3 e 90 di partenza...».
Nel dicembre 2012 scrive la prefazione del libro di Federica Tommasi "Sette piccoli racconti erotici" (per E.F. Edizioni).

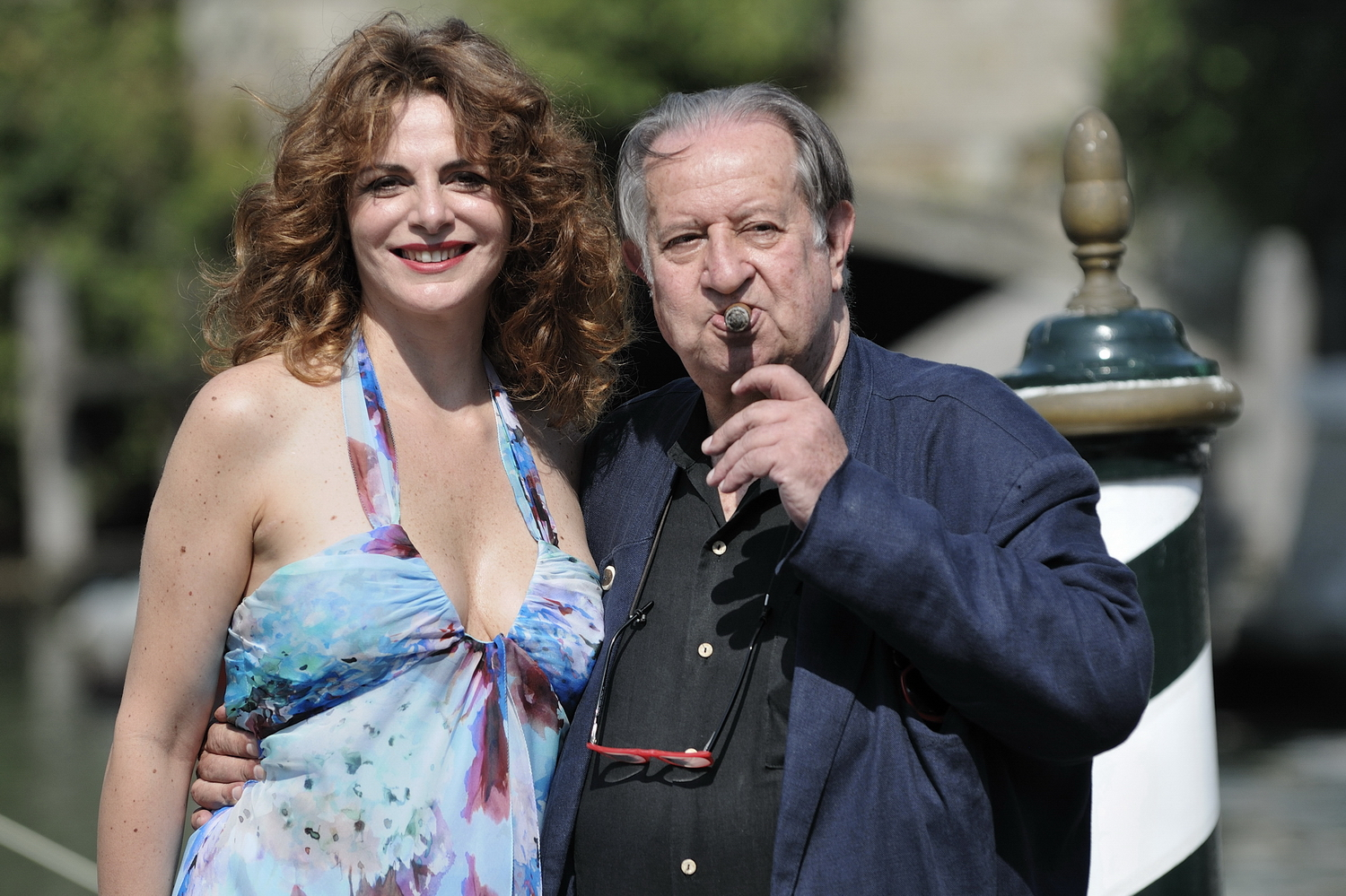
Tinto Brass a Venezia con Caterina Varzi

Tinto Brass si definisce "tranquillamente ateo". Ha assunto l'alias "Tinto", il nomignolo affettuoso che gli è stato dato dal nonno Italico, poiché da ragazzino amava disegnare (dal nome del pittore veneziano Tintoretto).

### Vita privata
Tinto Brass è stato sposato con la sceneggiatrice e sua collaboratrice Carla Cipriani, morta nel 2006, con la quale Brass ha avuto due figli, Beatrice e Bonifacio. Il 3 agosto 2017, a 84 anni, Tinto Brass ha sposato la psicoanalista, ex-avvocata e attrice Caterina Varzi con una cerimonia civile nella sua villa romana. Ottavio Rosati, testimone della sposa e la Varzi hanno annunciato il matrimonio a conclusione del socioplay "L'amore in piazza" tenuto nell'ambito del primo Festival della Psicologia dell'Ordine degli Psicologi del Lazio.

### Impegno politico
Nel 1971 ha sottoscritto la lettera aperta a L'Espresso contro il commissario Luigi Calabresi. Inoltre ha sottoscritto l'appello contro il divieto della commissione censura cinematografica per la proiezione completa di Tre ipotesi sulla morte di Pinelli.
Da sempre vicino alle posizioni del Partito Radicale di Marco Pannella, nel gennaio 2010 Brass ha annunciato la sua candidatura per le elezioni regionali nelle file della Lista Bonino Pannella in Veneto e nel Lazio.

## Filmografia

### Regista

Il cameo di Tinto Brass, qui accanto a Claudia Koll, in Così fan tutte (1992)

- Chi lavora è perduto (In capo al mondo) (1963)
- Ça ira, il fiume della rivolta – documentario (1964)
- La mia signora – episodi L'uccellino e L'automobile (1964)
- Il disco volante (1964)
- Yankee (1966)
- Col cuore in gola (1967)
- L'urlo (1968)
- Nerosubianco (1969)
- Dropout (1970)
- La vacanza (1971)
- Salon Kitty (1976)
- Caligola (1979)
- Action (1980)
- La chiave (1983)
- Miranda (1985)
- Capriccio (1987)
- Snack Bar Budapest (1988)
- Paprika (1991)
- Così fan tutte (1992)
- L'uomo che guarda (1994)
- Fermo posta Tinto Brass (1995)
- Monella (1998)
- Tra(sgre)dire (2000)
- Senso '45 (2002)
- Fallo! (2003)
- Monamour (2005)

### Cortometraggi
- Spatiodynamisme (1960)
- I Miss Sonia Henie (1971)
- Kick the Cock (2008)
- Hotel Courbet (2009)

## Riconoscimenti
- Mostra del cinema di Venezia
  - 1963 - In concorso per la Miglior Opera prima con Chi lavora è perduto (In capo al mondo)
  - 1967 - In concorso per il Leone d'oro al miglior film con Col cuore in gola
  - 1971 - In concorso per il Leone d'oro al miglior film con La vacanza
  - 1971 - Premio Pasinetti al Miglior film italiano per La vacanza
- Festival internazionale del cinema di Berlino
  - 1970 - In concorso per l'Orso d'oro con L'urlo
- Ciak d'oro
  - 1986 - Candidato al Ciak d'oro per il migliore montaggio per Miranda

## Nella cultura di massa
Tinto Brass viene citato nel brano Cinema di Samuel e Francesca Michielin pubblicato nel maggio 2021.
Una citazione di Brass è presente anche nel brano La Calda Notte di Noyz Narcos e Chicoria, presente nell'album omonimo.
A lui viene anche dedicato il titolo di una canzone della band progressive rock inglese Porcupine Tree, nell'album Stupid Dream.
Viene anche citato dal rapper Rancore nel brano Tufello contenuto nell'album Segui Me e da Kid Yugi in Cvlt, contenuto nell’omonimo album di Salmo e Noyz Narcos.

## Libri
- Francesco Longo e Tinto Brass, Col cuore in gola, Panda, 1967;
- Monella, la storia di un'iniziazione amorosa, Marsilio, 1998;
- Senso 45, Gremese, 2002;
- Elogio del culo, Pironti, 2006;
- Elogio della donna erotica, Pironti, 2008;
- Tinto Brass e Caterina Varzi, Madame Pipì, Bompiani, 2014;
- Tinto Brass e Caterina Varzi, Una passione libera, Marsilio, 2021.

Racconti
Le mutandine, in Neo-noir. Deliziosi raccontini col morto, Stampa Alternativa, 1995